# Melbourne (schip, 1892)
De Melbourne was een viermast bark, die van 1892 tot 1932 in de vaart was.
De Melbourne werd in 1892 gebouwd in Glasgow, Schotland, op de werf van Russell&Co als Austrasia. Kort daarna kwam er van dezelfde werf een zusterschip met de naam Oranasia in de vaart. Dit zusterschip werd uiteindelijk verkocht aan een sloper.
Op haar maiden voyage kreeg de Austrasia al te maken met problemen en geraakte ze nog met behulp van een paar kleine zeiltjes in de veilige haven van Rio. Nadat hier de nodige reparaties werden uitgevoerd, voer zij door naar Liverpool om daar opnieuw te worden uitgerust. In 1908 liep zij weer met problemen Rio binnen met twee gewonde stuurlui aan boord. Bovendien werd hier ook de toenmalige kapitein in de boeien geslagen, omdat hij op hen geschoten zou hebben.
In 1910 werd de Austrasia verkocht en werd de naam veranderd in Gustav. In 1927 werd zij nogmaals verkocht en kreeg ze de naam Melbourne waarmee ze de geschiedenisboeken inging. De laatste keer dat ze verkocht werd was in 1929, aan Gustaf Erikson die op dat moment al meerdere drie- en viermasters in zijn bezit had.

## De ondergang
Toen de Melbourne in 1932 een reis vol tegenslagen achter de rug had en onderweg was naar Fallmouth, gebeurde er het onverwachte. Op een bepaald moment zag de bemanning een stoomschip naderen van recht voor, het bleek later te gaan om de Semionole, een tanker.
De stuurman van wacht en de kapitein hadden het stuurhuis verlaten omdat ze geen moeilijkheden verwachtten.
De tanker voer een koers zodat hij voor de Melbourne door zou gaan, maar ineens zagen de bemanningsleden aan de lichten dat hij wel zeer snel van koers veranderde.
Het was te laat om een aanvaring te voorkomen en met een enorme klap boorde de tanker zich in de zij van de Melbourne. In amper 4 minuten tijd zonk het schip. De balans na dit accident stond op 11 verdronken bemanningsleden en 15 bemanningsleden die door de reddingssloep van de tanker werden opgevist. Enkele dagen na de ramp werden de overige bemanningsleden door een andere bark terug naar huis gevaren.